# This Is It (Michael Jackson-dal)
A This Is It Michael Jackson amerikai énekes dala. A dalt Jackson Paul Ankával közösen írta még 1980-ban, és duettként jelent volna meg Anka Walk a Fine Line című albumán I Never Heard címmel, végül azonban nem került fel az albumra. 1991-ben Sa-Fire dolgozta fel I Wasn’t Born Yesterday című albumán. Jackson demófelvétele 2009-ben került elő, amikor a Michael Jackson’s This Is It című dokumentumfilm és az azt kísérő This Is It album összeállításán dolgoztak. A dalhoz további hangszereket adtak, valamint testvérei is ráénekeltek, ezután a dalt 2009. október 12-én mutatták be először hivatalosan Jackson weboldalán. Promóciója alatt a Sony Music Entertainment új kislemezként emlegette, de később közölték, hogy kereskedelmi forgalomban nem fog megjelenni, csak a rádióknak küldik el. Anka a megjelenés után azonnal perrel fenyegetett, ezért Jackson hagyatékának kezelői beleegyeztek, hogy 50% részesedést kap.
A This Is It szerelmi témájú popballada. Ez lett több mint tizenhét év után Jackson első dala, amely felkerült a Billboard Hot Adult Contemporary Tracks slágerlistájára. Nagyrészt kedvező fogadtatásban részesült, világszerte több slágerlistára is felkerült. 2011-ben Grammy-díjra jelölték. A hozzá forgatott videóklipet Spike Lee rendezte, és láthatóak benne jelenetek Jackson gyermekkoráról, karrierjéről, valamint rajongók is küldtek be hozzá részeket.

## Háttér
Az azonos cím ellenére a dalt eredetileg nem a 2009-ben megjelent Michael Jackson’s This Is It dokumentumfilmhez vették fel. A dalt Paul Anka és Michael Jackson írták, és egy demóváltozatát a két énekes már 1980-ban felénekelte Anka kaliforniai stúdiójában. Eredetileg Anka 1983-ban megjelent duettalbumára, a Walk a Fine Line-ra szánták, melyen az énekes ekkoriban dolgozott. Anka 2009-ben azt állította, hogy Jackson Thriller című albuma megjelenése után „ellopta a dal felvételeit” a stúdiójából. Nem sokkal az állítólagos lopás után Anka azzal fenyegette meg Jacksont, hogy jogi útra tereli az ügyet, ha nem kapja vissza a felvételt. Jackson This Is It-változatát, melyen egyedül ő énekel zongorakísérettel, egy dobozban találták meg. Jackson visszaszolgáltatta a felvételt, de Anka kijelentette, hogy Jackson lemásolta az eredetileg I Never Heard című dalt, és szólódalként felénekelte, majd átnevezte This Is It-re. 1990-ben Anka engedélyt adott Sa-Fire Puerto Ricó-i R&B-énekesnek, hogy felénekelje a dalt, ami I Never Heard címen jelent meg Sa-Fire második, I Wasn’t Born Yesterday című stúdióalbumán 1991-ben.

## Megjelentetése
2009. szeptember 13-án bejelentették, hogy a Michael Jackson’s This Is It promóciója részeként meg fog jelenni egy eddig nem ismert Michael Jackson-dal. A hírek szerint Jackson maga is tervezte a dal megjelentetését koncertsorozatával egyidőben, de halála miatt erre nem került sor, mígnem pár Los Angeles-i producer úgy nem döntött, zenekari kísérettel át nem dolgozzák a dalt. Szeptember 23-án a Sony Music Entertainment bejelentette, hogy az új dal címe This Is It, Jackson több fivére is háttérvokált énekel rajta, és szerepelni fog a kétlemezes This Is It albumon. Azt is megerősítették, hogy a dal hallható lesz a dokumentumfilm végén. A Sony azt is kijelentette, hogy csak véletlen, hogy a koncertsorozat címe is This Is It, mert nincs rá bizonyítékuk, hogy Jackson valaha is meg akarta jelentetni a dalt. A Jackson-hagyatékot képviselő John McClain és John Branca azonban úgy nyilatkoztak, a This Is Itre azért esett a választás, mert ugyanaz a címe, mint Jackson koncertsorozatának.
Bár a dal kislemezként nem jelent meg és letölthetővé sem tették, a rádióadóknak elküldték. Úgy döntöttek, csak az albumon lesz megvásárolható, hogy ezzel is fokozzák az érdeklődést az album iránt. McClain, aki az album egyik társproducere is volt, kijelentette: „Ez a dal ismét bizonyítja, amit a világ már régóta tud: hogy Michael egyike Isten legnagyobb ajándékainak.” A dal premierje október 12-én éjfélkor volt Jackson hivatalos weboldalán, a MichaelJackson.com-on.
A hallgatók már a dal megjelenése utáni napon felfedezték a hasonlóságot a This Is It és Sa-Fire I Never Heard című dala között, anélkül, hogy ismerték volna a dal hátterét. A The New York Times és a TMZ.com értesítette Paul Ankát a két dal hasonlóságáról. Anka válaszként elmondta a New York Timesnak, hogy a This Is It „ugyanaz a dal, mint az I Never Heard”, csak a címük tér el. Azt is kijelentette, hogy jogi lépéseket fontolgat Jackson örökösei ellen. Jackson hagyatékának kezelői ezután elismerték, hogy Anka a dal társszerzője, és beleegyeztek, hogy megkapja a bevétel 50%-át. Anka úgy nyilatkozott, helyesen cselekedtek, és hozzátette, hogy nem hiszi, hogy szándékosan akarták volna becsapni, csak hiba történt.
Rob Stringer, az Epic Label Group elnöke kijelentette, hogy a dal megjelenésekor nem tudta, mikor készültek Jackson eredeti felvételei, vagy hogy mennyire hasonlít Sa-Fire dalára, míg Jackson rajongói nem kezdtek erről beszélni az interneten. Mielőtt Jackson hagyatékának kezelői megegyeztek volna Ankával, Sal Abbatiello, Sa-Fire menedzsere kijelentette, hogy ügyfele nevében jogi lépéseken gondolkodik. „Ez hatalmas hiba. Biztos vagyok benne, hogy Paul Ankának nagy esélye van nyerni. Nem tudom, Sa-Fire-nak mint előadónak vannak-e jogai, beszélnem kell az ügyvédeimmel. De remélem, hogy igen. Ezt a filmet mindenfelé reklámozzák.” Abbatiello azért is kritizálta a Sonyt, mert nem néztek utána, hogy a dal megjelent-e már korábban is, mielőtt ők kiadták.

## Kompozíció
A This Is It popballada négynegyedes ütemben, közepes tempóban íródott (96 BPM), három perc harminchat másodperc hosszú. Jackson fivérei, Jackie, Tito, Jermaine és Randy a háttérénekesek (a borítón The Jacksons néven szerepelnek). A dal Bb-dúrban íródott. Jackson hangterjedelme F4 és C6 közötti. Darrly Sterdan, a Winnipeg Sun újságírója szerint Jackson hangja és a zene egy demófelvétel hatását kelti, amelyet felerősítettek és a Jackson-fivérek vokáljaival próbáltak teljesebbé tenni. Anthony McCartneyt, az Associated Press munkatársát a dalban hallható csettintések Jackson egy 1982-es dalára, a Paul McCartneyvel közös The Girl Is Mine-ra emlékeztették.

## Kritikai fogadtatása
A dalt egyes kritikák átlagosnak, mások jónak értékelték. 2011-ben Grammy-díjra jelölték „legjobb popénekesi előadás férfi előadótól” kategóriában. Gary Trust, a Billboard munkatársa azt írta, a rádiós műsorvezetők szinte mind kedvezően fogadták. Jay Lustig, a The Star-Ledger kritikusa szerint a dal „édes, közepes tempójú szerelmes dal nagyzenekari kísérettel, friss ritmussal és Jackson fivérei lágy hangú háttérvokáljával”. Darryl Sterdan a The Winnipeg Suntól ötből három csillagot adott rá. „Kedves kis dal, de nem ér fel a címéhez.” Todd Martens a Los Angeles Times zenei blogjában azt írta, bár a dal „nem hoz szégyent az énekes emlékére, és nem töri össze a Jackson hangját még egyszer hallani vágyó rajongók szívét, kicsit lejjebb hozza a földre a bukott bálványt.” Jessica Robertson, az AOL zenei szerkesztője szerint a dal „újítást nem hozó, közepes tempójú popballada, amelyben megvan az, amit rajongói annyira szeretnek: a jellegzetes vékony hang és magabiztos előadásmód. De nem hiszem, hogy lázba fogja hozni a világot, mert hiányzik belőle az, amit a rajongók és a kritikusok leginkább imádnak a dalaiban: az erőteljes ritmust, ami a hátán viszi.”
Több kritikus felfigyelt a dal hasonlóságára a korábbi Jackson-dalokhoz. Caryn Ganz a Rolling Stone-tól úgy érezte, az 1987-ben megjelent I Just Can’t Stop Loving You-ra emlékeztet Leah Greenbatt az Entertainment Weeklytől pedig úgy vélte, „egyes hallgatók felfedezhetnek némi hasonlóságot az 1993-ban megjelent Will You Be There-rel.” Cori Murray, az Essence magazin munkatársa szerint a dal „nem rossz”, és „olyasmi, amit Jackson feltett volna egy albumra”. Dan Aquilante a New York Posttól úgy vélte, a dal „optimista R&B-ballada gyors, ütős ritmussal, megvan benne mindaz a bombaszt és erő, ami a 90-es évek elejének new jack swing-korszakát jellemezte.” James Montgomery az MTV Newstől úgy érezte, a dal „tökéletes MJ-dallam”, és Jackson „elképesztően jó énekes volt”, a dal pedig „remekül kiemelte Jackson csodálatos hangját”. „Ne végy tudomást a trillázó húrokról és a lágy jazz / könnyed funk zenéről (ami miatt a dal úgy hangzik, mint az Off the Wall albumon lévő I Can’t Help It), ne gondolj a dal megjelenését kísérő felhajtásra és a Jackson halála körüli drámára. Csak figyelj az énekre: arra, ahogy Jackson egy kisfiús egy-két-hár-néggyel kezdi, majd könnyedén siklik egyik versszakról a másikra, figyelj a lágy hangra, a vékony, mégis kifejező falzettre, a szövegben rejlő komolyságra, a magasba szárnyaló refrénre – minden benne van, nem tette tönkre sem az idő, sem a bulvárlapok. És csodálatos.

## A slágerlistákon
Annak ellenére, hogy külön nem jelent meg és csak az albumon volt elérhető, a dal a rádiós játszások alapján több slágerlistára is felkerült. Gary Trust a Billboardtól elismerte, hogy mivel a dal nem tölthető le hivatalosan az internetről, kicsi az esélye, hogy felkerül a Billboard Hot 100 slágerlistára. A 2009. október 21-én végződő héten a This Is It megjelent a Hot Adult Contemporary Tracks slágerlista 19. helyén. A This Is It megjelenéséig Jackson és fivérei együtt először és utoljára 1970-ben szerepeltek ezen a slágerlistán, amikor The Jackson 5 néven a 24. helyet érték el rajta I’ll Be There című dalukkal. Jackson utoljára a You Are Not Alone-nal szerepelt a listán, ezzel a dallal 26 hétig, 1996. március 16-ig. Ez Jackson 26. dala, ami felkerült erre a slágerlistára, ezzel ő a hetedik férfi előadó, akinek az 1970-es évek óta minden évtizedben top 20 slágere lett rajta. A dal legmagasabb elért helyezése a 18. hely lett. A megjelenés első hetében a dal felkerült a Billboard Hot R&B/Hip-Hop Songs listára is, a 43. helyre. Végül a 18. helyet érte el ezen a listán.
A This Is It a legnagyobb sikerét a japán slágerlistán aratta: az 5. helyet érte el a Japan Hot 100-on. Kínában október 24-én az első helyen nyitott a Hit FM-en, a kínai rádió nyugati zenékkel foglalkozó slágerlistáján. Négy hétig állt az első helyen, míg Beyoncé Knowles Broken-Hearted Girl című dala november 21-én át nem vette a helyét. November 28-án a dal ismét visszakerült az első helyre. Európában több országban is slágerlistás lett, a megjelenését követő 24 órában több mint 800-szor játszották különböző európai rádiók a Billboard szerint.

## Videóklip
A dal hivatalos videóklipje 2009. december 27-én jelent meg. Spike Lee Oscar-jelölt rendező rendezte, aki korábban már dolgozott együtt Jacksonnal annak They Don’t Care About Us című videóklipjén 1995-ben. A videóklip először Lee produkciós cége, a 40 Acres & A Mule Filmworks weboldalán volt látható. A klip csaknem öt perc hosszú, egyes jelenetei Jackson szülővárosában, az indianai Garyben játszódnak, ezenkívül láthatóak benne fényképek és videófelvételek Jacksonról, illetve amiket a rajongói küldtek be a világ minden tájáról.
A klip elején egy poszter látható, ami Jackson gyermekkori otthona felé irányítja a rajongókat, a 2300 Jackson Street és a Jackson Family Boulevard sarkán. Eközben korabeli felvételen Jackson egyik testvérének a hangja hallható, amint többször is Michael nevét kiáltja. Egy, a klipben többször látható felvételen egy egyirányú utcát jelző tábla látható, melyet a rajongók több, Szeretünk, Michael és hasonló feliratú graffitivel láttak el. Képek láthatóak váltakozva Jackson gyermekkori fellépéseiről, játékokról, baseballütőkről és az iparváros madártávlati képéről. Központi téma a klpben a toleranciára való felkérés: egy stoptábla jelképezi, melyre valaki a This Is It szavakat írta, valamint a STOP alá a hatin’, azaz 'gyűlölködés' szót (Stop hatin’ – Hagyd abba a gyűlölködést!) Archív felvételeken Jackson látható karrierje különböző szakaszaiban, és ahogy üdvözli rajongóit a világ egyes tájain. Egyes jelenetekben rajongók tisztelegnek az énekes emléke előtt; az egyikben virágok és üzenetek láthatóak, melyet Jackson birtoka, Neverland Ranch bejáratánál helyeztek el az énekes halála után. A klipben többször is láthat egy vörös léggömb, ami sodródik az ég felé, és üres hinták, amelyek ringatóznak a szélben. A klip vége felé Jackson moonwalkot táncol. A klip végén Jackson fekete kalapja és ezüstkesztyűje hever egy széken családja háza előtt; csak egy spotlámpa világítja meg az éjszakában.
George Merchan, a JoBlo.com munkatársa szerint a klip „dokumentumfelvételek, rajzok és eredeti helyszínek szeretetteli mozaikja”. Simon Vozick-Levinson, az Entertainment Weekly újságírója szerint a klip „szívből jövő tisztelgés”, és a rendező nagyon jó munkát végzett, annak ellenére, hogy nem állt rendelkezésére olyan felvétel, amelyen Jackson előadja a dalt. Jim Farber, a New York Daily News zenekritikusa negatívan viszonyult a kliphez, úgy érezte, videóklip „mini visszatekintés” Jackson életére, és kritizálta a Stop Hatin’ jelzést is, amely szerinte a sajtó cenzúráját népszerűsíti és Jackson életének sötétebb szakaszaira utal.

## Helyezések
| Slágerlista (2009)                          | Legmagasabb helyezés |
| ------------------------------------------- | -------------------- |
| Cseh kislemezlista                          | 27                   |
| Holland kislemezlista                       | 22                   |
| Japán Hot 100                               | 5                    |
| Kanadai Hot 100                             | 56                   |
| Spanyol kislemezlista                       | 18                   |
| Spanyol rádiós játszási lista               | 17                   |
| Szlovák rádiós játszási lista               | 30                   |
| USA Billboard Hot Adult Contemporary Tracks | 18                   |
| USA Billboard Hot R&B/Hip-Hop Songs         | 18                   |

| Slágerlista (2009)   | Helyezés |
| -------------------- | -------- |
| Magyar kislemezlista | 173      |

## Dallista
CD kislemez (promó)
1. This Is It (album version) – 3:37
2. This Is It (orchestra single version) – 3:43
3. This Is It (edited orchestra version) – 4:40

CD kislemez (promó)
1. This Is It (album version) – 3:37
2. This Is It (orchestra single version) – 3:43

## Lásd még
- Michael Jackson’s This Is It
  - This Is It (Michael Jackson-koncertsorozat)
  - This Is It (Michael Jackson-album)
- Michael Jackson kiadatlan műveinek listája
- Michael Jackson halála